# Kirche Hl. Matrona von Moskau (Ufa)
Die Kirche Hl. Matrona von Moskau, voller Name Kirche zu Ehren der seligen Matrona von Moskau (russisch :Храм в честь блаженной Матроны Московской), ist eine russisch-orthodoxe Kirche in der russischen Großstadt Ufa. Sie ist der Hl. Matrona von Moskau geweiht.
Die Holzkirche ist im russischen Stil errichtet und mit einem vergoldeten Zwiebelturm versehen. Da die Kirche an nur einem Tag erbaut wurde, waren die Baukosten gering. Dies führte aber dazu, dass die Kirche nicht so farbenprächtig ist wie andere orthodoxe Gotteshäuser. Das Kirchengebäude gehört zur Eparchie von Ufa und dem Sterlitamak Rajon.

## Lage
Die Kirche steht im Stadtteil Sipailovo, in einem Wohngebiet, an der Kreuzung der Straßen B. Bikbaya und Juri-Gagarin-Straße im Oktjabrski-Stadtrajon von Ufa, der Hauptstadt der russischen Teilrepublik Baschkortostan.

## Geschichte
Die Kirche Hl. Matrona von Moskau wurde am 29. September 2011 in der Aktion „Sieben Kirchen in sieben Städten an einem Tag bauen“ errichtet. An diesem Tag fand das orthodoxe Hochfest zur Geburt der Allerheiligsten Gottesmutter statt. Am gleichen Tag wurden sechs weitere Kirchen in Russland, in der Ukraine und in Belarus gebaut und eingeweiht. Die neuen Kirchen wurden auf verschiedene Städte aufgeteilt in drei Phasen erbaut: Moskau (Hauptstadt Russlands), Kiew (Hauptstadt der Ukraine), Minsk (Hauptstadt von Belarus), Ufa, Twer, Sotschi, Kaliningrad, Jekaterinburg, Juschno-Sachalinsk, Irkutsk und Kemerowo. Diese alte Tradition stammt noch aus dem 16. Jahrhundert und soll mit dem „alltäglichen“ Kirchenbau die Verbundenheit der Russen mit ihrer Russisch-orthodoxen Kirche symbolisieren.